# Parosphromenus paludicola
Parosphromenus paludicola är en fiskart som beskrevs av Tweedie 1952. Parosphromenus paludicola ingår i släktet Parosphromenus och familjen Osphronemidae. Inga underarter finns listade i Catalogue of Life.